# Kantatie 83
La Kantatie 83 (in svedese Stamväg 83) è una strada principale finlandese. Ha inizio a Rovaniemi e si dirige verso est, verso il confine svedese, dove si conclude dopo 77 km nei pressi di Pello.

## Percorso
La Kantatie 83 attraversa, oltre i comuni di partenza ed arrivo, il solo comune di Ylitornio.